# Dịu dàng
Dịu dàng là làm người khác thoải mái, vui vẻ khi bên cạnh. Nó bao gồm bốn phẩm chất chính là sự nhân hậu, sự điềm tĩnh, sự cẩn trọng và sự nhã nhặn . Sự dịu dàng là một phần của rất nhiều nền văn hóa trên thế giới.
Nhà triết học Aristotle định nghĩa sự dịu dàng là một phẩm chất trái ngược với sự giận dữ, quá kích động, nhưng đồng thời cũng cho rằng thiếu đi sự tức giận trong những tình huống cần nó là tội lỗi. Theo ông, sự giận dữ được kiểm soát tốt chính là sự dịu dàng.
Sự dịu dàng là khi một người mặc dù nghiêm khắc nhưng cũng nhẹ nhàng. Khi đó, một người dịu dàng sẽ tiếp cận đến điểm tốt và xấu của một người khác với sự cẩn trọng và lòng trắc ẩn. Người đó sẽ luôn nói ra sự thật, đôi khi là sự thật đau đớn, nhưng điều chỉnh tông giọng mình sao cho sự thật ấy được đối phương chấp nhận hoàn toàn.
Bryant McGil cho rằng chúng ta hành động dịu dàng khi chúng ta quên đi ý muốn của mình và của người khác, như muốn suy nghĩ của mình được tiếp thu, bắt lấy sự tập trung của ai đó, hoặc muốn người khác luôn đồng ý và làm vui lòng mình.